# Província d'Esteban Arze

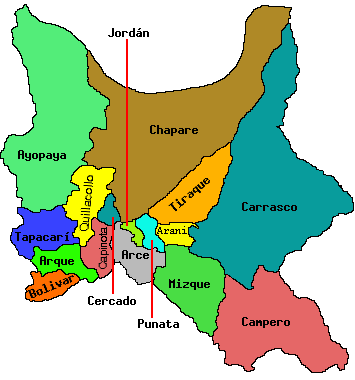
Les províncies del Departament de Cochabamba.

La província d'Esteban Arze és una de les 16 províncies del Departament de Cochabamba, a Bolívia. La seva capital és Tarata.